# Strefa neutralna między Irakiem a Arabią Saudyjską
Strefa Neutralna między Irakiem a Arabią Saudyjską, Strefa Neutralna między Arabią Saudyjską a Irakiem, Saudyjsko-Iracka Strefa Neutralna – obszar bezpaństwowy o powierzchni 7044 km² na Półwyspie Arabskim położony między terytoriami Iraku i Arabii Saudyjskiej, stykający się z granicami: kuwejcko-saudyjską i kuwejcko-iracką.
Strefa neutralna powstała 2 grudnia 1922 r. na mocy protokołu z Uqair który wytyczył granicę między Irakiem – wówczas brytyjskim terytorium mandatowym Ligi Narodów a Królestwem Nadżdu, które po przyłączeniu Asiru i Hidżazu przyjęło w 1932 r. nazwę Arabia Saudyjska.
Na obszarze Strefy Neutralnej nie było wolno budować żadnych stałych budynków ani instalacji militarnych, zaś nomadzi z obydwu krajów mieli zapewniony bez przeszkód dostęp do swoich pastwisk.
Podział administracyjny strefy został dokonany w 1975 r., zaś traktat graniczny podpisano w 1981. Z niewiadomych przyczyn traktat ten nie został zarejestrowany w ONZ i nikt poza Irakiem i Arabią Saudyjską nie został poinformowany o tej zmianie na mapie ze szczegółami nowej granicy.
Kiedy wybuchła I wojna w Zatoce Perskiej, z początkiem 1991 Irak unieważnił wszystkie międzynarodowe porozumienia z Arabią Saudyjską począwszy od 1968 r. Arabia Saudyjska odpowiedziała zarejestrowaniem w ONZ w czerwcu 1991 porozumień granicznych, które zostały zawarte z Irakiem. Był to ostateczny koniec legalnego istnienia Strefy Neutralnej między obydwoma państwami.
Obecnie na mapach politycznych nie jest już zaznaczana Strefa Neutralna zaś granica iracko-saudyjska jest wykreślana mniej więcej przez środek dawnej Stefy.
Saudyjsko-Iracka Strefa Neutralna miała kod ISO 3166-1. Został on zamknięty w 1993. Kod FIPS 10-4 dla Strefy Neutralnej był IY, został on usunięty w 1992 r.

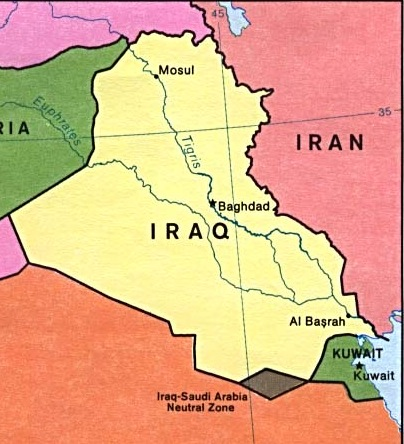
Saudyjsko-Iracka Strefa Neutralna
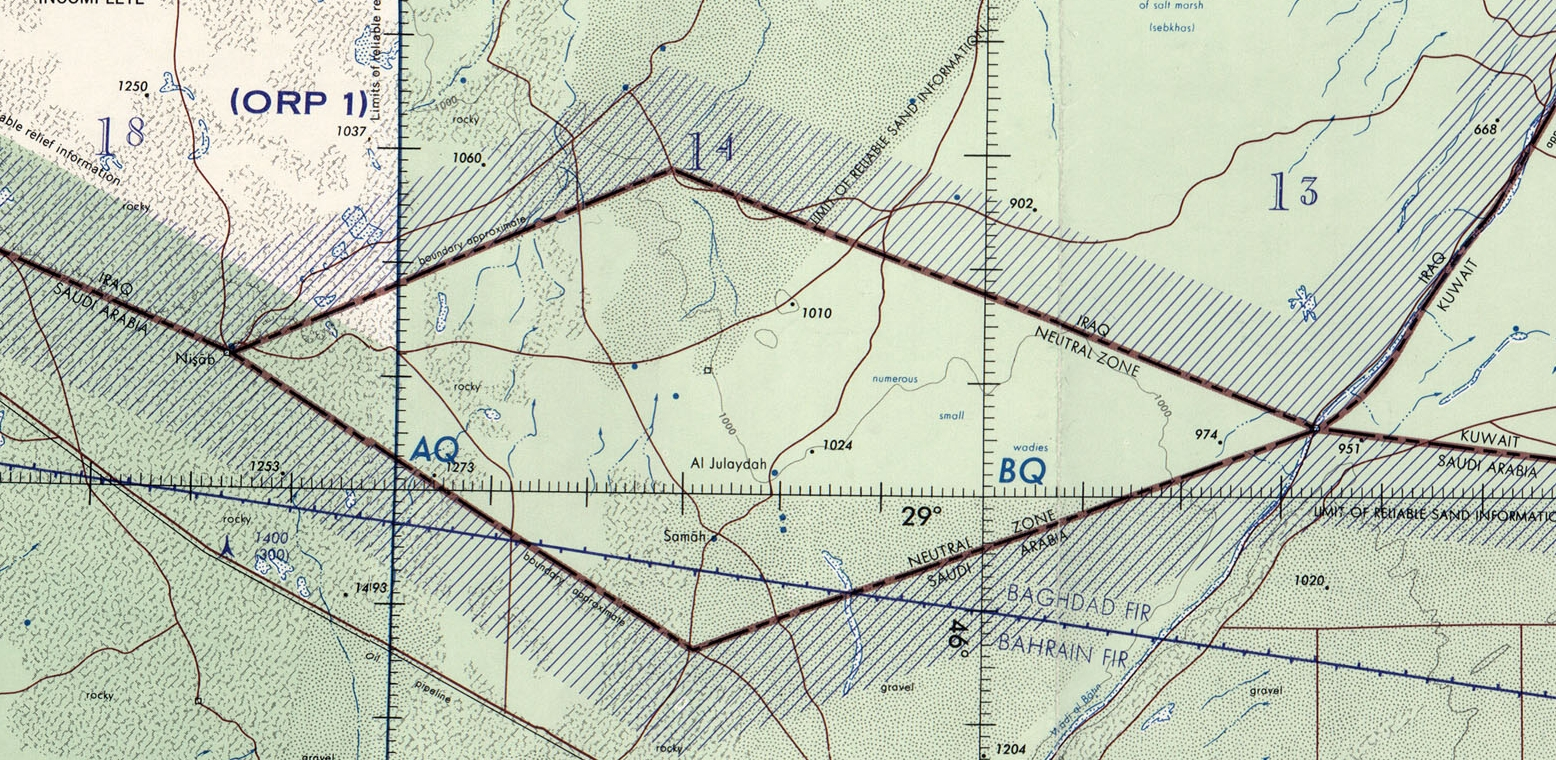
Mapa topograficzna Saudyjsko-Irackiej Strefy Neutralnej